# Khassonke
La llengua Kassonke (o Khassonké) també Xaasongaxango (Xasonga), anomenat igualment Maninka (Malinke) occidental, és una llengua manding parlada pels khassonkés de l'oest de Mali i els malinkes de Senegal oriental. El khassonke és un llengua nacional a Mali. Els maninka occidental i orientals s'entenen en un 90% però en canvi la llengua manding o mandinka (Malinke) del sud del Senegal és més diferent i és un llenguatge nacional al Senegal.